# Wilfred Benítez
Wilfred Benítez, meglio noto nei paesi di lingua ispanica come Wilfredo Benítez (New York City, 12 settembre 1958) è un ex pugile portoricano, Campione del mondo WBA dei pesi welter junior (1976-1977), WBC dei pesi welter (1979) e dei pesi medi junior (1981). È stato il più giovane campione del mondo della storia del pugilato (17 anni e sei mesi) e il più giovane ad aver indossato la cintura mondiale in tre categorie differenti (22 anni). Ha affrontato con risultati alterni tutti i più grandi campioni della propria classe di peso degli anni '70 e '80 (Cervantes, Palomino, Leonard, Durán e Hope).

## Gli inizi
Wilfred Benítez nasce in una famiglia di origine portoricana. Il padre e due dei suoi fratelli avevano praticato il pugilato. Crebbe a New York, dove iniziò a frequentare la palestra di periferia in cui si allenavano i fratelli. In piena adolescenza si trasferì a Carolina, Porto Rico, dove si allenò con pugili famosi come Esteban de Jesús e Josue Marquez.

## Carriera da professionista
Wilfred divenne professionista nel 1973, all'età di 15 anni, e un anno dopo già disponeva di una maturità pugilistica tale da essere incluso tra i primi dieci pugili dei ranking WBA e WBC. Combatté 25 incontri in poco più di due anni, vincendoli tutti e di cui 18 prima del limite. Solo quattro li disputò a New York e il resto a San Juan (Porto Rico) o a Philipsburg, nelle Antille Olandesi.
Conquistò il titolo mondiale WBA e dei superleggeri a soli 17 anni e 6 mesi. Il 6 marzo 1976, sul ring casalingo di San Juan batté l'esperto ventinovenne Antonio Cervantes ai punti in 15 round, anche se con verdetto contrastato. Il suo avversario deteneva il titolo da 3 anni e mezzo ed era tutt'altro che al termine della carriera. Un anno più tardi si sarebbe ripreso il titolo, dichiarato vacante dalla WBA e lo detenne per altri 3 anni. Il match fu infatti definito sorpresa dell’anno del 1976 dalla rivista specializzata Ring Magazine, ritenendolo quello conclusosi nel modo più contrario alle aspettative generali, sconvolgendo ogni previsione.
Benítez difese vittoriosamente due volte il titolo WBA dei superleggeri nel corso del 1976. Poi volle provare ad affrontare il peso welter Harold Weston, antico avversario di Arcari e già vincitore su Rocky Mattioli e Vito Antuofermo. Weston lo fermò sul pari riuscendo ad essere il primo avversario a non scendere sconfitto dal ring dopo averlo affrontato. Nel frattempo, però, la WBA dichiarò Benítez decaduto dal titolo mondiale. Il portoricano, tuttavia, continuava a fruire dello status di campione lineare dei superleggeri, non essendo stato sconfitto sul ring da nessun avversario. Mise in palio il suo titolo a New York contro il venezuelano Ray Chavez Guerrero, che sconfisse per Knock-out tecnico al 15º round. Poi passò alla categoria superiore.
Il 14 gennaio 1979 Benítez sfidò il campione mondiale WBC dei welter Carlos Palomino, un altro veterano del ring e tra i migliori pugili dell'epoca, battendolo ai punti in 15 round. Il verdetto non fu unanime perché un giudice aveva visto vincitore Palomino. Non vi fu rivincita perché, due mesi dopo, il portoricano mise il titolo in palio contro quell'Harold Weston che gli aveva strappato il pari due anni prima. Benítez conservò ai punti la cintura mondiale a San Juan (Porto Rico), per decisione unanime.
Nel novembre 1979, al Caesars Palace di Las Vegas, subì la prima sconfitta contro il fuoriclasse Sugar Ray Leonard e perse il titolo mondiale dei welter. Per affrontare il campione olimpico di Montreal 1976, fu accordata a Benítez una borsa di 1,2 mln di dollari mentre lo sfidante ne percepì 1 milione. Per l'epoca, fu il più ricco match combattuto al di sotto della categoria dei pesi massimi. Il portoricano, infortunatosi al pollice destro all'inizio dell'incontro, fu contato in piedi al terzo round. Al settimo subì una ferita alla fronte che i suoi secondi tentarono di tamponare. Al 15º round mise un ginocchio a terra. Rialzatosi, Leonard lo colpì altre due volte e l'arbitro, a soli sei secondi dal suono finale, interruppe l'incontro attribuendo la vittoria a Leonard per Knock-out tecnico. In ogni caso lo statunitense risultava in vantaggio sui tre cartellini della giuria (137–133, 137–130 and 136–134). Anche in questo caso non vi fu mai rivincita perché il grande business del pugilato statunitense preferì, per il prosieguo, opporre a Leonard prima il dominatore della categoria dei pesi leggeri Roberto Durán, poi l'astro nascente Thomas Hearns.
Nel 1981 Benítez conquistò il titolo mondiale WBC dei Pesi superwelter strappandolo al britannico di Antigua Maurice Hope, che fu battuto per KOT al 12º round. A soli 22 anni divenne il più giovane campione della storia del pugilato ad aver indossato la cintura mondiale in tre categorie differenti. Dopo una prima vittoriosa difesa, il 30 gennaio 1982 raccolse la sfida di Roberto Durán,  reduce dal mitico doppio confronto nei welter contro Ray Leonard (una vittoria e una sconfitta). Al Caesars Palace di Las Vegas Benítez sconfisse il formidabile avversario ai punti in 15 round, per verdetto unanime, con vantaggio compreso tra uno e quattro punti.
La difesa successiva fu quella contro l'altro leggendario pugile Thomas Hearns, nel dicembre dello stesso anno, al Superdome di New Orleans. Al termine di 15 difficilissimi round per entrambi i contendenti, Benítez dovette consegnare il titolo a Hearns. Alla quarta ripresa Hearns fu richiamato ufficialmente per testata irregolare. Benítez fu messo al tappeto e poi contato al quinto round, mentre Hearns fu considerato knockdown al nono, pur essendo inciampato sul piede dell'avversario. Il verdetto non fu unanime perché uno dei giudici aveva visto il pari. Anche in questo caso non vi fu alcuna rivincita.
Il 16 luglio 1983 Benítez volle affrontare il peso medio siriano Mustafa Hamsho, già sfidante di "Marvelous" Marvin Hagler per il titolo mondiale. Subì la terza sconfitta, ai punti in dodici riprese. Dopo questo match, la sua carriera ed il livello di vita andarono precipitando. I successivi combattimenti segnarono sei vittorie ma anche altre due sconfitte prima del limite. 
Nel novembre 1986, già affetto da problemi di salute, si recò a Buenos Aires per un combattimento che perse per KOT, contro un pugile locale che in altri tempi non gli avrebbe arrecato nessun problema. Si trattò di un viaggio disgraziato fino in fondo, perché il suo manager gli rubò la borsa e i documenti personali, dopodiché venne incredibilmente trattenuto in Argentina per un anno. Al termine di interminabili trattative tra i governi di Argentina e Porto Rico, poté finalmente tornare a casa. 
Dopo oltre tre anni di inattività, Benítez si trasferì in Arizona e tentò un rientro, nel 1990, con esiti tutt'altro che incoraggianti. Dopo quattro incontri dovette ritirarsi definitivamente. 
La International Boxing Hall of Fame lo ha ammesso tra i più grandi pugili di ogni tempo. Nel 1994 la rivista The Ring ha collocato Wilfred Benítez al 4º posto in una propria classifica dei migliori pesi medi junior della storia del pugilato e nel 2002 la medesima rivista lo ha inserito al 68º posto in quella degli 80 migliori pugili degli ultimi 80 anni.

### Dopo il ritiro
Dopo il ritiro Benítez rientrò con la moglie a Porto Rico, dove vive con una pensione di 200 dollari al mese pagatagli dal World Boxing Council. Nel 2004 gli venne diagnosticato il diabete. 
Benítez è attualmente affetto da una condizione degenerativa del cervello che da molti è ritenuta una conseguenza dei colpi subiti nel corso della sua carriera sul ring.